# 米爾頓韋爾 (堪薩斯州)
米爾敦韋爾（英語：Miltonvale）是一個位於美國堪薩斯州克勞德縣的城市。

## 地方資料
根據2020年美國人口普查的數據，米爾敦韋爾的面積為1.97平方千米，當中陸地面積為1.97平方千米，而水域面積為0.00平方千米。當地共有人口440人，而人口密度為每平方千米223.4人。